# The E.W. Scripps Company
The E.W. Scripps Company is een Amerikaans mediaconglomeraat, opgericht door Edward W. Scripps op 2 november 1878, als Cleveland Penny Press. Het concern is tegenwoordig actief in publicatie van nieuwsbladen, het beheer van televisiestations, de syndicatie van stripverhalen, columns en internetstrips en het organiseren van de Amerikaanse National Spelling Bee (Nationaal Dictee). Scripps is statutair gevestigd in het "Scripps Center" in Cincinnati, Ohio.